# Чиано, Галеаццо
Джан Галеаццо Чиано, 2-й граф Кортелаццо и Буккари (итал. Gian Galeazzo Ciano, conte di Cortellazzo e Buccari; 18 марта 1903, Ливорно — 11 января 1944) — итальянский политик и дипломат периода фашизма, зять Бенито Муссолини.

## Биография
Родился в Ливорно в 1903 году в семье морского офицера Костанцо Чиано и его жены Каролины Пини. В дальнейшем его отец был капитаном фрегата Королевского флота Италии и участвовал Первой мировой войне. В 1920-х годах годах Костанцо Чиано был одним из основателей Национальной фашистской партии, занялся политической деятельностью. С 1924 года на должности министра занимался реорганизацией итальянского торгового флота. В 1928 году король Виктор Эммануил III наградил его титулом conte di Cortellazzo e Buccari.
Во время Первой мировой войны он вместе с семьей переехал в Венецию, где учился в средней школе «Марко Поло». Позже он переехал в Геную, где получил диплом классической средней школы. Во время учёбы в университете он занимался журналистикой в газетах Il Nuovo Paese, La Tribuna и, в 1924 году, в L’Impero.
1921 год — важная дата для Галеаццо Чиано. Он вступил в фашистскую партию и, побуждаемый обязательствами своего отца, переехал в Рим. Тогда же он поступил в Римский университет, изучал право. При этом молодой интеллектуал из Ливорно работал журналистом в различных газетах, таких как «Nuovo Paese», «La Tribuna» и «L’Impero». Также он увлекался театром, даже писал пьесы, но безуспешно.
В октябре 1922 года отец, Костанцо Чиано, и его 19-летний сын Галеаццо приняли участие в марше на Рим с фашистскими отрядами во главе с Бенито Муссолини.
Благодаря состоянию отца Галеаццо Чиано привык вести яркий образ жизни в высшем обществе. В 1924 году Галеаццо был в романтических отношениях с актрисой и певицей Мими Айльмер. Однако этот роман закончился всего через несколько месяцев из-за ревности самого Чиано и сопротивления его отца.
В 1925 году Галеаццо Чиано окончил юридический факультет Римского университета. После этого он решил заняться политикой, отказавшись от карьеры юриста.

### Дипломатическая служба
Получив юридическое образование, он был допущен к дипломатической работе. Дуче поручил ему несколько заграничных заданий, сначала в Рио-де-Жанейро в качестве вице-консула, а затем в Буэнос-Айресе.
В 1927 году в качестве секретаря итальянской миссии он был отправлен в Пекин. С этого момента Галеаццо Чиано начал связывать своё положение также с отношениями, которые он имел с Эддой Муссолини, старшей дочерью Бенито Муссолини, занимая место и внимание в Большом фашистском совете. Весной 1930 года Галеаццо женился на Эдде, ещё крепче связав себя с Муссолини и стал одним из самых важных людей режима. Венчание состоялось 24 апреля 1930 года в церкви Сан-Джузеппе на Номентанской улице в квартале Номентано в Риме.
В июне 1930 года он был назначен генеральным консулом в Шанхае, а затем сразу же чрезвычайным и полномочным посланником в Китае.

### Карьера в Италии
Вернувшись в Италию в июне 1933 года, он вошёл в состав итальянской делегации на Лондонской экономической конференции, а также занял постоянное место в Большом фашистском совете.
В августе 1933 года он был назначен главой пресс-службы премьер-министра (итал. Capo dell’ufficio stampa della Presidenza del Consiglio), лично курируя продвижение и контроль прессы, издательского дела, радио и кино. Занимал должность по 5 сентября 1934 года.
26 июня 1935 года было создано министерство прессы и пропаганды, которое возглавил Чиано. С июня 1935 по июнь 1936 года — министр прессы и пропаганды.

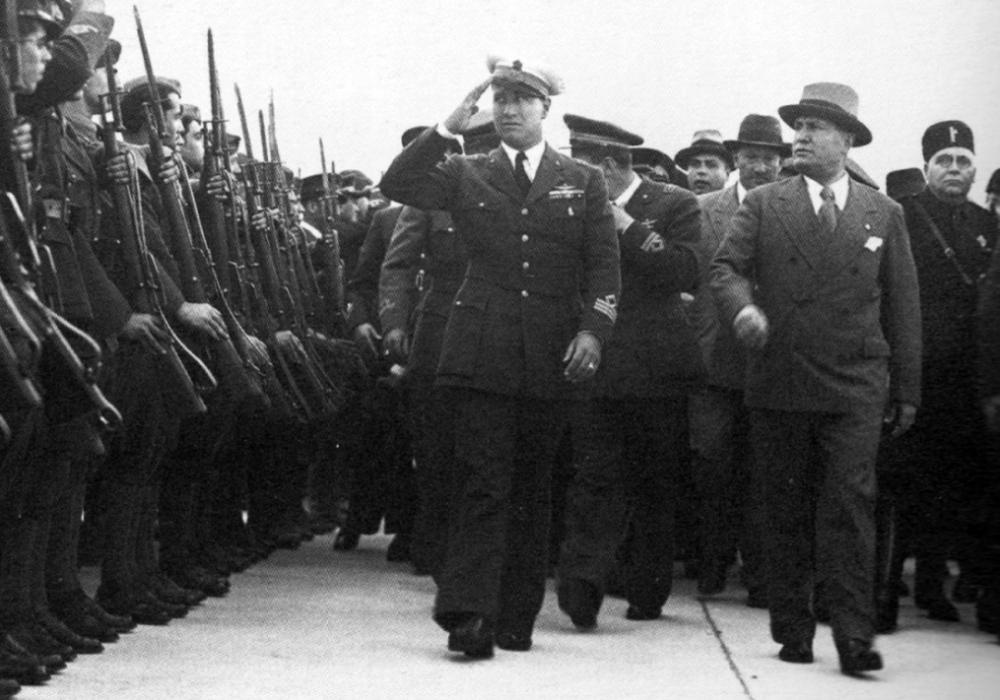
Галеаццо Чиано и Бенито Муссолини осматривают войска, вернувшиеся из Итальянской Восточной Африки. Бриндизи, 17 мая 1936 г.

В октябре 1935 года Италия начала Африканскую кампанию, реализуя планы Бенито Муссолини по созданию великой Итальянской империи. Чиано добровольно участвует в войне вместе с Алессандро Паволини и другими видными деятелями режима в 15-й бомбардировочной эскадрилье под названием Disperata («Отчаянный»), командиром которой Чиано являлся. Чиано принимал участие в эфиопской кампании в должности командира эскадрильи бомбардировщиков. По возвращении в Италию прославлен в печати как «герой» и награждён двумя серебряными медалями за военную доблесть.
9 июня 1936 года 33-летний Галеаццо Чиано, граф Кортеллаццо, назначен на должность министра иностранных дел (до него эту должность занимал сам Бенито Муссолини, однако фактически внешнюю политику определял умеренный дипломат Сувич, чьи усилия по налаживанию отношений с Францией и Англией были сведены на нет эфиопской кампанией). На этом посту Чиано организовал продажу секретных шифров Италии другим странам (однако, по утверждению профессора Эмиля Дрейцера «зять Муссолини никакого отношения к продаже итальянских дипломатических шифров не имел»).
3 февраля 1937 года Галеаццо присутствовал на свадьбе Витторио Муссолини и Орсолы Буволи (Orsola Bùvoli). Венчание состоялось в той же церкви Сан-Джузеппе.

### Королевство Албания
После официального признания европейскими государствами захвата Италией Эфиопии и включения её в состав Итальянской империи следующим объектом итальянской агрессии стала Албания. Подготовка к её оккупации резко активизировалась с начала 1938 года, главную роль взял на себя Чиано, занимавший пост министра иностранных дел Италии. Чиано, чья семья вложила большие средства в албанскую нефтяную промышленность,стремился обеспечить себе захватом Албании авторитет в фашистской партии и правительственных кругах. Он и ранее относился к Албании как к своей вотчине, назначая туда своих людей и ревниво относясь к любой попытке вмешательства других держав в дела этой страны.

### Война
10 июня 1940 года, когда Италия объявила войну Франции и Великобритании и присоединилась к наступлению Германии, майор Чиано был командиром 105-й группы средних бомбардировщиков S.M.79 46-й авиационной бригады «Сильвио Ангелуччи» (46º Stormo), базирующийся в аэропорте Пиза-Сан-Джусто.
По мере сближения Муссолини с нацистской Германией Чиано всё больше разочаровывается в его политике. С 1943 года ведёт активную деятельность по выходу Италии из войны, в результате чего теряет должность министра иностранных дел и назначается послом в Ватикане. 24 июля 1943 года на Большом фашистском совете поддержал резолюцию об отстранении Муссолини от должности.
Новое правительство маршала Пьетро Бадольо отказалось от услуг Чиано, и последний вместе с семьёй бежал в Германию. Это было серьёзной ошибкой, поскольку немцы не забыли о его деятельности по разрыву союза с Германией. Чиано был схвачен и выдан властям Итальянской социальной республики. Под давлением Гитлера и при полном равнодушии Муссолини был приговорён к смертной казни и расстрелян бойцами Чёрных бригад.
Жена Чиано, Эдда, сохранила его дневники 1939—1943 гг., где довольно подробно описаны ведущие политические фигуры фашистской Италии и нацистской Германии. Дневник впервые опубликован в Нью-Йорке (1946, в сокращении), а полностью — лишь в 2002 году.

## Образ в искусстве
- Изображён в ряде фильмов, в том числе «Муссолини и я[англ.]» (1985), где его роль исполнил Энтони Хопкинс.
- Является одним из центральных героев романа-размышления В. С. Пикуля «Площадь павших борцов».